# FourCC
FourCC (Four Characters Code o Código de Cuatro Caracteres del inglés) es un código que utiliza 4 caracteres (letras o números) con que se identifica cada códec. Esta información es almacenada en el archivo contenedor de video para facilitar la búsqueda del códec necesario para reproducir el archivo multimedia.
Ejemplos:
- XVID  = Xvid
- DX50  = DivX
- Dirac = drac

Los archivos de audio y/o video llevan la información del códec con un código de identificación formado por 4 letras, el llamado FourCC. Pero el sistema operativo no dispone de una lista universal y estándar de pares FourCC/codec, sino que cuando se instala un códec, éste le indica al sistema operativo el (o los) FourCC que es capaz de manejar. Entonces cuando el sistema operativo se encuentra ese FourCC, sabe a qué códec corresponde.
Ejemplo: el codec Xvid registra para sí en el sistema operativo el FourCC XVID.
Entonces, cuando el sistema operativo encuentra ese FourCC en un fichero, entiende
que está codificado con Xvid. Por eso te dirá en propiedades que es un Xvid, y usará Xvid para reproducir el archivo. Y por lo mismo, si un FourCC no ha sido registrado en el sistema operativo por ningún códec, el sistema operativo no puede decirte a qué códec corresponde.
Cada códec procura usar un FourCC propio que no haya usado todavía otro códec.
Programas como GSpot y AviCodec llevan una de esas listas, y así pueden decirte el códec de un fichero aunque no esté instalado el códec.
- Datos: Q950009